# János Hadik
El conde János Hadik de Futak (23 de noviembre de 1863-10 de diciembre de 1933) fue un político húngaro que fungió de primer ministro durante tres días desde el 29 de octubre de 1918, en los momentos finales de la Primera Guerra Mundial.

## Gobierno
Tras la renuncia el 23 de octubre de 1918 del gabinete del Sándor Wekerle, que se había opuesto a las reformas propuestas por los políticos austriacos para tratar de salvar el Imperio austrohúngaro, el emperador se inclinó por nombrar a un nuevo primer ministro cercano al conde Andrássy para el cargo de primer ministro. Mientras, la situación se deterioraba rápidamente: el ejército se desintegraba en el frente y el poder real pasaba a las calles de la capital magiar. Los partidos magiares favorecieron el abandono de las tropas húngaras del frente, pues deseaban destinarlas a la defensa de las fronteras húngaras.

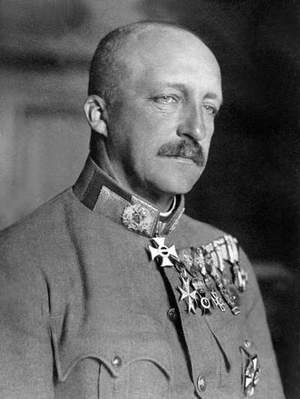
El archiduque José, representante del emperador Carlos en Hungría durante el periodo sin gobierno tras la renuncia de Sándor Wekerle, que nombró primer ministro a Hadik, para tener que entregar tres días después el poder a Mihály Károlyi.

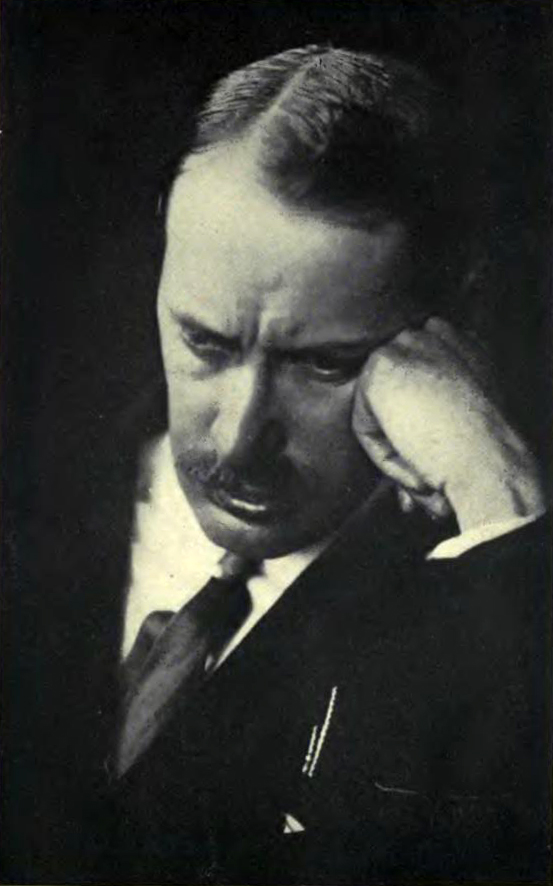
Mihály Károlyi, presidente del consejo nacional y rival de Hadik para la presidencia de gobierno, acabó derrocando a Hadik gracias al apoyo de los soldados y nombrado primer ministro por el emperador tres días después del nombramiento de este.

El mismo día 23, los dirigentes del partido de Mihály Károlyi, del Partido Socialdemócrata y del Radical decidieron formar un consejo nacional, que se estableció dos días más tarde. En su manifiesto del 26 de octubre de 1918, este reclamó la independencia de Hungría del Imperio, el fin de la alianza con Alemania y la democratización de la política del país. Hasta el nombramiento de un nuevo ministerio, el emperador nombró al archiduque José representante real, al que Esteban Tisza recomendó el 28 encargar el gobierno a Károlyi, con la ilusión de poder evitar una revolución.
Tras una visita del matrimonio imperial a Hungría en que se acumularon las malas noticias, el emperador regresó a Viena con Károlyi, sin decidirse a nombrar primer ministro húngaro a este o al candidato de Andrássy, Hadik.
El 28 se dirigió al presidente estadounidense Woodrow Wilson solicitando una paz separada y admitiendo el derecho de los checoslovacos y yugoslavos a la autodeterminación. La nota de Andrássy, entonces ministro de Asuntos Exteriores, no recibió la atención de Washington, pero aceleró la disgregación del Estado: el mismo día el consejo nacional checo proclamó la independencia y al día siguiente el Parlamento croata disolvió su asociación con el Estado. El consejo eslovaco aprobó su unión con los checos el día 30. Los alemanes expresaron su intención de pasar a controlar los territorios austro-germanos el 31.
El 29 de octubre, el emperador por fin decidió nombrar primer ministro a Hadik, descartando a Károlyi. Para entonces la administración civil y gran parte de la población respaldaba al consejo nacional de este. La policía se pasó al consejo.
Hadik trató de adoptar el programa de Károlyi, pero ni siquiera logró contar con las tropas acantonadas en la capital. Tisza decidió aceptar la oferta de Hadik para que uno de sus partidarios pasase a formar parte de su gabinete y se ofreció como mediador entre el nuevo Gobierno y el consejo nacional el día 30 de octubre. La misma noche, soldados a las órdenes del consejo de soldados, órgano independiente del consejo nacional, tomaron diversos edificios oficiales y los centros de comunicaciones de la capital. Las tropas del general Lukachich permanecieron en sus cuarteles o se unieron a la mañana siguiente a las celebraciones por la revolución incruenta.
El 31 de octubre, el archiduque, en nombre del emperador, nombró primer ministro a Mihály Károlyi, que había de formar un nuevo gabinete con los partidos del consejo nacional.